# Principi de màxim de Hopf
El principi de màxim de Hopf és un principi de màxim en la teoria d'equacions diferencials parcials el·líptiques de segon ordre i s'ha descrit com el "resultat clàssic i bàsic" d'aquesta teoria. Generalitzant el principi de màxim per a les funcions harmòniques que Gauss ja coneixia el 1839, Eberhard Hopf va demostrar el 1927 que si una funció satisfà una desigualtat diferencial parcial de segon ordre d'un cert tipus en un domini de R n i assoleix un màxim en el domini, llavors la funció és constant. La idea senzilla darrere de la demostració de Hopf, la tècnica de comparació que va introduir per a aquest propòsit, ha donat lloc a una gran varietat d'aplicacions i generalitzacions importants.

## Formulació matemàtica
Sigui u = u (x ), x = (x 1, …, x n ) una funció C2 que satisfà la desigualtat diferencial
{\displaystyle Lu=\sum _{ij}a_{ij}(x){\frac {\partial ^{2}u}{\partial x_{i}\partial x_{j}}}+\sum _{i}b_{i}(x){\frac {\partial u}{\partial x_{i}}}\geq 0}
en un domini obert (subconjunt obert connectat de Rn)Ω, on la matriu simètrica aij = aji(x) és localment uniformement positiva definida en Ω i els coeficients aij, bi estan localment limitats. Si u pren un valor màxim M en Ω aleshores u ≡ M.
Els coeficients aij, bi són només funcions. Si se sap que són continus, n'hi ha prou amb exigir una definició positiva puntual d' un ij en el domini.
Normalment es pensa que el principi de màxim de Hopf s'aplica només als operadors diferencials lineals L. En particular, aquest és el punt de vista que prenen Courant i el Methoden der mathematischen Physik de Hilbert. En les seccions posteriors del seu article original, però, Hopf va considerar una situació més general que permet certs operadors no lineals L i, en alguns casos, condueix a declaracions d'unicitat en el problema de Dirichlet per a l'operador de curvatura mitjana i l'equació de Monge-Ampère.

## Comportament de límit
Si el domini {\displaystyle \Omega } té la propietat de l'esfera interior (per exemple, si {\displaystyle \Omega } té un límit suau), es pot dir una mica més. Si a més dels supòsits anteriors, {\displaystyle u\in C^{1}({\overline {\Omega }})} i u pren un valor màxim M en un punt x 0 polzades {\displaystyle \partial \Omega }, aleshores per a qualsevol direcció exterior ν a x 0, es compleix {\displaystyle {\frac {\partial u}{\partial \nu }}(x_{0})>0} tret que {\displaystyle u\equiv M}.